# Militärflugplatz Ergolding

i8
i11
i13
Der Militärflugplatz Ergolding war ein kurzlebiger kleinerer Militärflugplatz in Bayern, der von den United States Army Air Forces (USAAF) für nur sechs Wochen im Mai und Juni 1945 als Versorgungs- und Evakuierungsflugplatz betrieben wurde. Zuvor diente er der Luftwaffe der Wehrmacht als Fliegerhorst Ergolding.

## Geschichte
In den späten 1930er Jahren wurde der Flugplatz für die Luftwaffe der Wehrmacht angelegt und fungierte als Einsatzhafen I. Ab 1939 lag hier eine Fliegerhorstkommandantur und ab 1940 diente er als Arbeitsplatz für das Flieger-Ausbildungs-Regiment 13. Von 1940 bis 1945 führte die Flugzeugführerschule A/B 121 hier die fliegerische Ausbildung durch. Ab September 1944 bis April 1945 befand sich eine Außenstelle der Luftkriegsschule 11 am Platz. Am 16. April 1945 erfolgte durch das VIII Fighter Command der 8. US-Luftflotte, ausgestattet mit P-51 Jäger, ein Tieffliegerangriff auf den Platz, bei dem 23 Messerschmitt Bf 109 und Focke-Wulf Fw 190 zerstört oder beschädigt wurden.
Nachdem die amerikanischen Truppen am 1. Mai 1945 in  Landshut einmarschiert waren, nahm die United States Army Air Forces (USAAF) am 3. Mai 1945 bei Ergolding (Landkreis Landshut, Bayern) den Militärflugplatz Ergolding in Betrieb. Er wurde als Advanced Landing Ground ALG R-73 ausgewiesen und lag 4 Kilometer nordöstlich des Stadtzentrums von Landshut. 
Eine mit Gras bedeckte Start- und Landebahn von 975 Meter Länge und 37 Meter Breite war für den Betrieb des damals gängigsten Transportflugzeuges, der Douglas DC-3, gut ausreichend. 
Die Bahn hatte die Ausrichtung 04/22.
Der Platz wurde als Versorgungs- und Evakuierungsflugplatz genutzt.
Bereits am 15. Juni 1945 wurde der Militärflugplatz Ergolding / Advanced Landing Ground R-73 wieder verlassen, da sich die USAAF auf größere Flugplätze, vorzugsweise mit befestigten Start- und Landebahnen konzentrieren wollte, wie beispielsweise den als Advanced Landing Ground R-81 bezeichneten Flugplatz Oberpfaffenhofen.

## Zwischenfälle
- Am 8. Mai 1945 wurde eine Douglas DC-3/C-47A-70-DL der United States Army Air Forces (USAAF) (Luftfahrzeugkennzeichen 42-100818) bei einem Unfall auf dem Militärflugplatz Ergolding/Advanced Landing Ground R-73 Ergolding am Boden zerstört. Über Personenschäden ist nichts bekannt.[4]

- Am 8. Mai 1945 verunglückte eine Douglas DC-3/C-47A-80-DL der United States Army Air Forces (USAAF) (43-15323) beim Start vom Militärflugplatz Ergolding und fing Feuer. Dabei kollidierte sie mit der DC-3/C-47A 43-15351, die ebenfalls zerstört wurde. Über Personenschäden ist nichts bekannt.[5]

- Am 8. Mai 1945 wurde eine Douglas DC-3/C-47A-80-DL der United States Army Air Forces (USAAF) (43-15351) auf dem Militärflugplatz Ergolding am Boden von der DC-3/C-47 43-15323 gerammt, die einen Startunfall hatte und Feuer fing. Auch die geparkte Maschine wurde irreparabel beschädigt. Über Personenschäden ist nichts bekannt.[6]

- Am 9. Mai 1945 rollte eine Douglas DC-3/C-47A-65-DL der United States Army Air Forces (USAAF) (42-100507) auf dem Militärflugplatz Ergolding in einen Bombentrichter. Dabei wurde das Flugzeug am Boden zerstört. Über Personenschäden ist nichts bekannt.[7]